# The McGuire Twins
Billy Leon McCrary (Hendersonville 7 dicembre 1946 – Niagara Falls, 14 luglio 1979) e Benny Loyd McCrary (Hendersonville, 7 dicembre 1946 – Hendersonville, 26 marzo 2001), conosciuti come i McGuire Twins, sono stati due gemelli statunitensi. Noti in tutto il mondo per essere entrati nel Guinness dei primati come la coppia di gemelli più pesante del mondo (rispettivamente 328 kg e 338 kg).

## Biografia
Nati ad Hendersonville, Carolina del Nord, contrassero la rosolia all'età di 4 anni; ciò causò in loro problemi alle ghiandole pituitarie ed iniziarono ad aumentare vertiginosamente di peso. I loro genitori comprarono una fattoria per agevolare la loro attività fisica, assumendo così 1.000 calorie al giorno senza però smettere d'ingrassare. Pesavano ciascuno circa 91 kg a 10 anni e 270 kg a 16 anni. Abbandonarono le scuole superiori e si trasferirono in Texas, dove trovarono lavoro come marchiatori di bestiame.

### Carriera
In seguito, lavorarono per tre anni al Circus Circus Las Vegas, poi s'esibirono in numeri di minimoto per alcuni mesi a Los Angeles. Un promoter di wrestling li notò ad El Paso, Texas, convincendoli in un corso di formazione di lotta libera a Ciudad Juárez, in Messico, sollevando pesi e correndo spesso, diventando così veri e propri intrattenitori nelle fiere e negli stunt show itineranti. Nel dicembre 1971, all'età di 25 anni, debuttarono sul ring in Texas, perdendo contro Bull Ramos e Cyclone Negro.
Dal 1974 al 1978, parteciparono sporadicamente a diversi incontri in Giappone, organizzati dalla New Japan Pro-Wrestling, sconfiggendo altri importanti tag team di wrestling, tra cui Kantaro Hoshino e Seiji Sakaguchi, così come Osamu Kido e Riki Choshu. Usarono il nome d'arte McGuire, poiché era più facile da pronunciare per i commentatori giapponesi.
I gemelli usavano spesso una mossa finale chiamata "Tupelo Splash", che prevedeva che uno dei gemelli si tuffasse a pancia in giù sull'avversario prono; proseguivano con "The Steamroller", in cui il gemello rotolava avanti ed indietro sopra l'avversario.
La loro carriera di coppia terminò drasticamente nel 1979, anno in cui Billy morì il 14 luglio 1979, all'età di 32 anni, a seguito d'un terribile incidente motociclistico a Niagara Falls, Ontario, mentre si stava recando al museo Ripley's Believe It or Not!.
Dopo la morte di Billy, Benny continuò a lottare in coppia con un ancora emergente André the Giant, senza però più ottenere lo stesso successo avuto tempo prima col fratello. Ritiratosi dal wrestling, Benny aprì un banco di pegni e lavorò come banditore d'asta ad Hendersonville. In seguito, si trasferì a Walkertown, Carolina del Nord, lavorando per il Christian Golfers Ministry.
Benny morì a 54 anni, il 26 marzo 2001, per insufficienza cardiaca. I gemelli McGuire sono a tutt'oggi sepolti nella stessa tomba del cimitero battista Crab Creek nella città natale di Hendersonville, Carolina del Nord. La loro lapide raffigura due motociclette Honda e reca l'iscrizione "I gemelli più grandi del mondo".

## Vita privata
I gemelli McGuire erano sposati con le sorelle Maryse e Danielle Juarry, che avevano conosciuto a Montréal, in Canada. Benny era cristiano evangelico, amava e praticava golf fino a quando la consumazione della cartilagine d'un ginocchio lo costrinse a stare perennemente a letto fino alla morte.

## Riferimenti in altri media
In versione a cartoni animati, i gemelli McGuire sono apparsi nelle serie tv de I Simpson e de I Griffin, in sella alle loro motociclette.